# برج دیلویت
برج دیلویت (انگلیسی: Deloitte Tower) ساختمان اداری ۲۶ طبقه متعلق به شرکت دیلویت است، که پروژه ساخت آن در سال ۲۰۱۲ آغاز شد و در سال ۲۰۱۵ به بهره‌برداری رسید.